# Klaas Hendrikse
Klaas Hendrikse (Groot-Ammers, 1 september 1947 - Middelburg, 26 juni 2018) was een Nederlandse vrijzinnige predikant binnen de Protestantse Kerk in Nederland (PKN) in Middelburg en Zierikzee. Hij is bekend geworden als 'de atheïstische dominee'.

## Levensloop
Hendrikse groeide op in een niet-gelovig gezin in de Alblasserwaard. Zijn vader was dierenarts. Hendrikse volgde van 1961 tot 1966 de hbs in Gorinchem. Daarna studeerde hij aan Nijenrode (1968-1970) en aan de Michigan State University (1971-1972). 
Van 1972 tot 1983 was hij werkzaam bij kopieermachinefabrikant Xerox. Hij raakte geïnteresseerd in religie. Daarom studeerde hij van 1977 tot 1983 theologie aan de Rijksuniversiteit Utrecht. Vervolgens werd hij predikant.
Zijn onthulling in 2006 in verschillende media, waaronder het Algemeen Dagblad, Trouw en de Volkskrant, waarin hij aangaf niet te geloven dat God bestaat maar iets is dat 'gebeurt', bezorgde hem landelijke bekendheid als ‘de atheïstische dominee’. Binnen de PKN maar ook daarbuiten zorgden zijn opmerkingen voor veel ophef. In 2007 publiceerde hij hierover een boek Geloven in een God die niet bestaat. In het boek legt hij uit dat je niet in het bestaan van God hoeft te geloven om in God te kunnen geloven. Een tweede boek publiceerde Klaas Hendrikse met de titel God bestaat niet en Jezus is zijn zoon in 2011.
Een tuchtprocedure strandde uiteindelijk op regionaal niveau, omdat de Zeeuwse classis vond dat een discussie maar tot "weinig klaarheid" zou leiden. Op 24 juni 2009 meldde het Nederlands Dagblad dat de kerkenraad van Zierikzee vond dat Hendrikse de fundamenten van de kerk niet aantast.  De synode van de PKN nam in 2010 een rapport aan - in reactie op Hendrikse - waarin gesteld werd dat er in de kerk ruimte is voor verschillende opvattingen, maar dat niet alles over God kon worden gezegd. De constatering was dat de PKN het geloof belijdt in de drie-enige God.

## Citaat
God is voor mij niet een wezen, maar een woord voor wat er tussen mensen kan gebeuren.